# ヘンリー・サマセット (第9代ボーフォート公)
第9代ボーフォート公爵ヘンリー・アデルバート・ウェリントン・フィッツロイ・サマセット（英語: Henry Adelbert Wellington FitzRoy Somerset, 9th Duke of Beaufort,JP DL、1847年5月19日 - 1924年11月24日）はイギリスの貴族。出生から1853年まではグラモーガン伯爵を、同年から自身が爵位を継承する1899年まではウスター侯爵の儀礼称号をそれぞれ用いた。

## 生涯
第8代ボーフォート公爵とジョージアナ・シャロット・カーゾン＝ハウ（Georgina Charlotte Curzon-Howe、1825年9月29日 - 1906年5月14日、初代ハウ伯爵の娘）との長男として生まれた。イートン校に学んだのち、1865年にロイヤルホースガーズ連隊付少尉に任官した。1865年に大尉に昇進したのち、1869年に陸軍を退役した。1899年に父の死に伴ってボーフォート公爵位を継承するとともに、ヴィクトリア女王付副官及びブリストル家令(High Steward of Bristol)に就任している。
その後、王立グロスターシャー軽騎兵連隊名誉大佐の地位を得たほか、グロスターシャー副統監も務めている。1924年に77歳で死去、爵位は長男のヘンリーが継承した。

## 人物

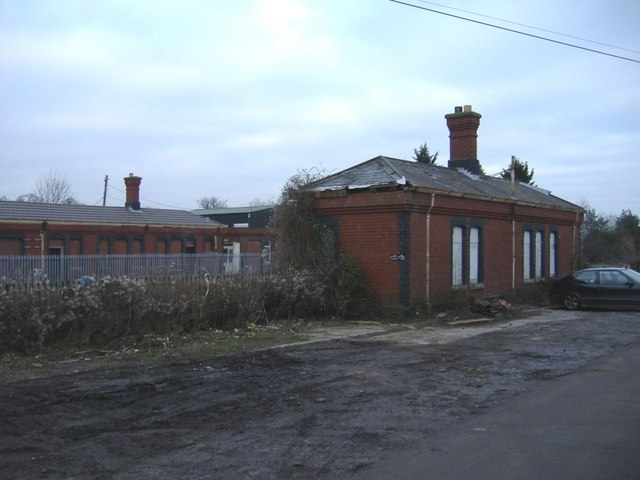
公爵の提示した条件によって新設されたバドミントン駅

- ボーフォート公爵家は代々トーリー党気質であったが、とりわけヘンリーはホイッグ党幹部の第3代サンダーランド伯爵チャールズ・スペンサーの子孫にあたるウィンストン・チャーチルについて、200年前の恨みから「できたら我が家の猟銃で八つ裂きにしてやりたい」と語ったという[3]。
- ブリストルとパディントンを結ぶ鉄道建設が計画された際、鉄道会社はその路線上に位置する公爵家の地所バドミントン村の買収交渉を公爵家と行った[4]。ヘンリーは「領地内に駅舎を新設して日に4本は急行を停車させること、左記とは別に公爵家用のパディントン行列車を停まらせること」の二点を条件に領地内通過を許可、バドミントン駅（英語版）が建設された[4]。なお、同駅は赤字に苦しむ鉄道会社の要求を受けて、彼の息子（10代公）の代に廃止されている[4]。

## 家族

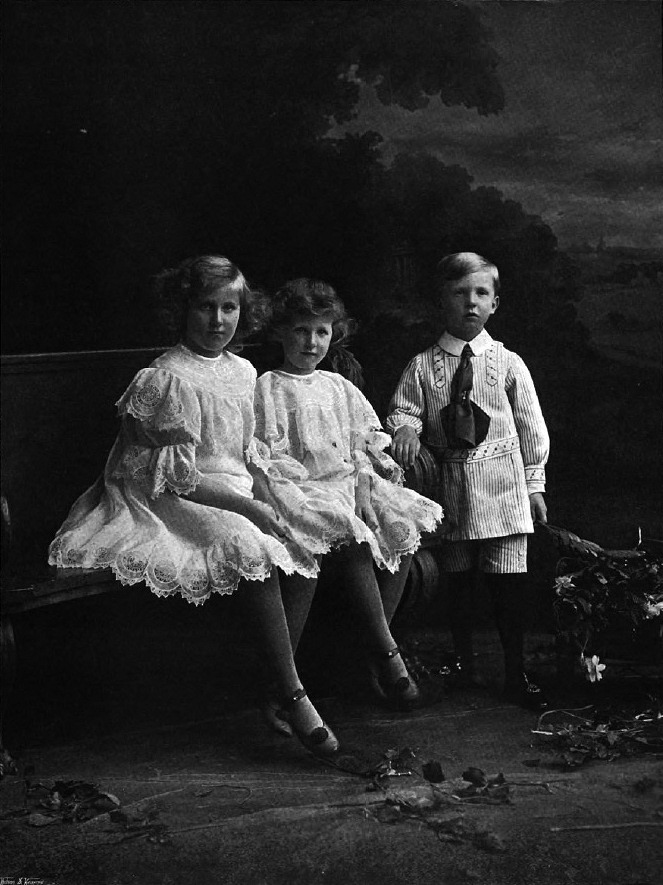
公爵夫妻の3人の子供

1923年6月14日にルイーザ・エミリー・ハーフォード（Louise Emily Harford、1864年9月21日生 - 1945年10月11日没、W.H.ハーフォードの次女）と結婚して、1男2女をもうけた。
- ヘンリー・ヒュー・アーサー・フィッツロイ・サマセット（1900年4月4日 - 1984年2月5日）- 10代公爵

- ブランシェ・リニー・サマセット（1897年4月15日 - 1968年8月30日）- 1918年に第6代セント・ジャーマンズ伯爵（英語版）と結婚、2人の娘（ローズマリーとキャスリーン）あり[5][6]。キャスリーンの長男デイヴィッドは2002年に10代公の死後停止していたたハーバート男爵[註釈 1]を継承している[5]。1922年にセント・ジャーマンズ伯が競馬の障害競走時の負傷により急逝したため、1925年にジョージ・フランシス・ヴァレンティン・スコット・ダグラス（George Francis Valentine Scott Douglas）[註釈 2]と再婚、子あり[5]。

- ダイアナ・モード・ニーナ・サマット （1898年9月12日 – 1935年5月6日）- 1925年にリンジー・シェッドンと結婚。

### 註釈
1. ↑  ハーバート男爵は1461年創設のイングランド貴族爵位。
2. ↑  ただし、後夫のジョージもまたポロの競技中に事故死を遂げている[6]。